# Чень Цзє (плавчиня)
Чень Цзє (28 лютого 1995) — китайська плавчиня.
Призерка Азійських ігор 2018 року.